# Jakob Cromberger
Jakob Cromberger (* ca. 1472/73, † 1528) war ein Drucker und Kaufmann der Frühen Neuzeit, der vor allem auf der Iberischen Halbinsel tätig war.

## Leben
Geburtsdatum und Herkunft Crombergers sind unbekannt, urkundlich belegt ist er im spanischen Sevilla seit Februar 1503. Nach späteren Dokumenten müsste er ca. 1500 in Sevilla angekommen sein, wo Meinard Ungut († 1499) und Stanislaus Polonus eine Druckerei betrieben. Cromberger heiratete Unguts Witwe, Comincia de Blanquis, wurde Teilhaber der Druckerei und 1504 alleiniger Inhaber. Das Paar hatte einen Sohn, Hans Cromberger (* ca. 1500, † 1540), und eine Tochter, Catalina († vor dem 28. März 1530; ⚭ Lazarus Nürnberger). Als Buchdrucker wird er erstmals im Kollophon eines Drucks vom 15. April 1503 mitaufgeführt.
Sevilla war zu der Zeit das wichtigste Buchdruckzentrum der Iberischen Halbinsel: Von 1501 bis 1520 sind mehr als 300 Ausgaben aus Sevilla belegt, hingegen nur 39 aus Lissabon, 16 aus Granada und zwei aus Murcia. Von den Drucken aus Sevilla stammen mehr als zwei Drittel von Cromberger.
Der portugiesische König Manuel I. lud Cromberger und andere Buchdrucker in einem Schreiben vom Februar 1508 ein, sich in Portugal niederzulassen und dort juristische und religiöse Texte zu drucken; Cromberger lehnte jedoch eine Verlagerung seiner Druckwerkstatt nach Portugal ab. Dennoch war Portugal für ihn ein wichtiger Absatzmarkt; neben kastilischen und lateinischen Werken druckte Cromberger auch portugiesische Bücher, u. a. eine Ausgabe des Gesetzeswerkes Ordenações Manuelinas.
Seit 1523 war Cromberger in zunehmendem Maße am Handel mit der Neuen Welt beteiligt, zunächst über Dritte oder seinen Sohn, da Ausländern der Handel mit den spanischen Kolonien zunächst nicht gestattet war, am 26. Juli 1525 erhielt er dann jedoch die offizielle Reise- und Handelserlaubnis. Trotz einiger finanzieller Fehlschläge gelangte er zu großem Wohlstand.